# أليكس بيريرا لوبيز
أليكس بيريرا لوبيز (بالبرتغالية: Alex Lopes‏) (16 مايو 1989 في البرازيل - ) هو لاعب كرة قدم برازيلي في مركز الدفاع. لعب مع بوتافوغو ريغاتاس وDuque de Caxias Futebol Clube ‏ ونادي بانغو أتلتيكو.

## وصلات خارجية
- أليكس بيريرا لوبيز على موقع قاعدة بيانات كرة القدم.إي يو (الإنجليزية)